# Elephantulus rozeti
Elephantulus rozeti — африканський ссавець з родини стрибунцевих.

## Розповсюдження
Зустрічається тільки в північно-західної Африці: Алжир, Лівія, Марокко, Туніс, Західна Сахара. Проживає в середземноморському й напівпустельному районах, у тому числі високих горах, до 2750 м над рівнем моря. 